# Hermannsburg (Australien)
Hermannsburg ist eine Aborigines-Gemeinde ca. 120 Kilometer westlich von Alice Springs in den MacDonnell Ranges am Finke River im Northern Territory in Australien mit rund 550 Einwohnern. Aborigines nennen den Ort Ntaria.
Über den asphaltierten Larapinta Drive ist Hermannsburg mit Alice Springs und dem Kings Canyon im Watarrka-Nationalpark verbunden. In Hermannsburg geht eine Straße nach Süden zum Finke-Gorge-Nationalpark mit dem Palm Valley ab.

## Geschichte

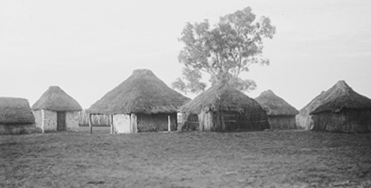
Hütten der Aborigines in Hermannsburg (1923)

Hermannsburg war die erste Aborigines-Missionsstation im Northern Territory und wurde von einer lutherischen Kirche im Jahr 1877 auf dem Gebiet der dort ansässigen Mitglieder des westlichen Stammes der Arrernte (auch Aranda) aufgebaut.
Ursprünglich war die Missionsstätte durch die Hermannsburger Mission in Deutschland ins Leben gerufen worden. Hier wurden die ersten Missionare ausgebildet und erhielten von dort weiterhin Unterstützung. Regional wurde die Mission zusätzlich durch die Evangelisch-Lutherische Synode des Bundesstaates South Australia unterstützt.
Die Gründerväter verließen Hermannsburg bereits 1891 wieder. Drei Jahre später wurde die Mission von der Immanuel-Synode des Bundesstaates South Australia übernommen und wieder in Betrieb genommen. Dieser Zweig der Kirche unterhielt sie kontinuierlich für die nächsten 88 Jahre. Im Zuge der Gesetzesänderungen der Landrechte wurde das Areal der Mission 1982 an die traditionellen Besitzer, die Aranda, zurückgegeben.
Das 390.000 Hektar große Areal der Mission ist heute, entsprechend den traditionellen Familienverbänden, in fünf separate Gebiete unterteilt. Diese Gebiete befinden sich nun im Besitz der Uruna, Roulpmaulpma, Ltalantuma und der Ntaria.
Die Missionare planten eine permanente, sich eigenständig unterhaltende Gemeinde. Ihre ersten Versuche waren erfolgversprechend. In den 1880er Jahren wuchs die weiße Bevölkerung Hermannsburgs auf 21 Personen an und machte es neben Alice Springs zur zweitgrößten europäischen Ansiedlung in Zentralaustralien. Im Jahre 1891 waren die ersten Missionare, Kempe und Schwarz, entkräftet und erschöpft und verließen die Mission.
Große Abgeschiedenheit und hohe Transportkosten zwangen die Missionare, fast vollständig auf lokal erhältliche Baumaterialien zurückzugreifen. Sie bauten Sandstein ab und kalkten die daraus gebauten Wände weiß, schlugen Steine für den Fußboden zurecht und benutzten Wüsteneiche, wo Schnittholz benötigt wurde. Die ersten Dächer waren Reetdächer, die später durch galvanisiertes Eisen ersetzt wurden.
Die ältesten erhaltenen Gebäude stammen aus zwei Abschnitten: aus den 1880er Jahren, als hier die ersten dauerhaften Strukturen aufgebaut wurden, und aus der Zeit um 1900, als die Mission nach ihrer zeitweiligen Stilllegung ihren Wiederaufbau und ihre Konsolidierung erlebte.

## Verwaltung
Hermannsburg gehört zum Bezirk Ljirapinta Ward der Gemeinde MacDonnell Shire.

## Hermannsburg School
Bekanntester Sohn des Ortes ist der Künstler Albert Namatjira, der ein australischer Maler und Künstler aus dem Volk der Arrernte war und als Gründer der Hermannsburg School gilt.
Der Künstler Namatjira war der erste Aborigine, der mit den traditionellen Darstellungsformen der Aborigines brach, indem er Landschaftsbilder als Aquarelle malte. Seine erste Ausstellung im Jahre 1938 in Melbourne machten ihn überaus bekannt, sodass Queen Elizabeth II. ihn in Anerkennung seiner Leistungen 1953 mit der Queen’s Coronation Medal auszeichnete und ihn ein Jahr später persönlich in Canberra traf.
Sein Malstil ermutigte zahlreiche weitere Maler der Aborigines und er begründete damit die sogenannte Hermannsburg School der Landschaftsbilder. Durch seine Popularität erhielt er als erster Aborigine, neben den Kriegsteilnehmern des Ersten Weltkriegs, die australische Staatsbürgerschaft.

## Erhaltene Häuser
Das Ensemble der historischen Häuser – insgesamt drei Hektar – wurde als eine der wenigen in seiner Gesamtheit erhaltenen lutherischen Missionsstationen in Australien am 27. März 2006 in die Australian National Heritage List eingetragen.
Die Restaurierung dieser historischen Gebäude hatte in den Jahren 1987/88 durch die Gemeinde Ntaria unter Beihilfe des Vereinigten Northern Territory Commonwealth im Rahmen einiger Projekte zum Gedenken an die 200-jährigen Besiedlungsgeschichte der weißen Bevölkerung begonnen.

### Strehlows Haus
Dieses Gebäude wurde von 1894 bis 1922 vom Pastor und obersten Missionar Carl Strehlow und seiner Frau Frieda Strehlow bewohnt. Auch sein Sohn Theodore Strehlow wurde hier geboren. Nach Carl Strehlow lebte dessen Nachfolger, Pastor F. W. Albrecht, von 1926 bis 1952 in diesem Haus. Erbaut im Jahre 1897, war das Haus in späteren Jahren hinzugefügt worden und weitestgehend im Jahr 1965 wieder aufgebaut worden. Heute beherbergt das Gebäude die Kata-Anga Tearooms.

### Alte Kirche
Hermannsburgs erste Kirche, fertiggestellt 1880, war ein kleines Gebäude, das als Kapelle für die Missionare und später für die ersten konvertierten Aborigines diente. Zudem wurde es als Klassenraum für die Kinder der Aranda verwandt. Das existierende Gebäude wurde 1897 erbaut, nachdem das ursprüngliche durch Unwetter zerstört worden war. Über 20 Jahre war es die einzige Kirche zwischen Lake Eyre in South Australia und dem tropischen Norden des Territoriums. Der Text auf dem Gedenkstein über dem Eingang lautet: „Gehet zu seinen Thoren all darein, zu seinen Vorhöfen mit Loben“ (Ps 100, 4). Es folgt eine weitere Zeile aus der Bibel in Aranda, Deutsch und Englisch: „Selig sind die, die Gottes Wort hören und bewahren“ (Lk 11, 28).

### Altes Kolonistenhaus (heutiges Museum)
Dieser Wohnsitz wurde 1885 erbaut. Er diente als Unterkunft für verheiratete Arbeiter oder Kolonisten, die den Missionaren assistierten. Bevor das alte Schulhaus 1896 erbaut wurde, diente ein Raum dieses Gebäudes als Aborigines-Schule.

### Haus des Viehzüchters
Dieses Haus, erbaut im Jahre 1911, war die Residenz des Viehzüchters, der im Auftrag der Mission die Viehherde verwaltete. Heute ist es ein privater Wohnsitz.

### Schmiede
Erbaut im Jahr 1882, ist dies das älteste erhaltene Gebäude in Hermannsburg. Im praktischen Sinne war es zudem eines der wichtigsten. Der Laden des Schmieds beherbergte eine Feuerstelle, wo Pferde neu beschlagen und Objekte wie Pumpen, Wagenteile, Werkzeuge und Gebäudeteile hergestellt und repariert wurden.

### Totenhaus
Epidemien von eingeschleppten Krankheiten und Skorbut überzogen zeitweilig Hermannsburg und verursachten viele Tote unter den Aborigines. Dieses Totenhaus wurde in den 1930er Jahren errichtet.